# Snježana Pejčić
Snježana Pejčić (ur. 13 lipca 1982 r. w Rijece) – chorwacka strzelczyni sportowa, brązowa medalistka olimpijska, medalistka mistrzostw świata, mistrzyni Europy.
Specjalizuje się w strzelaniu z karabinu. Jest brązową medalistką igrzysk olimpijskich w 2008 roku w Pekinie. 

## Igrzyska olimpijskie
| Igrzyska | Miejscowość    | Konkurencja                               | Kwalifikacje | Kwalifikacje | Finał                   | Finał                   |
| Igrzyska | Miejscowość    | Konkurencja                               | Wynik        | Pozycja      | Wynik                   | Pozycja                 |
| -------- | -------------- | ----------------------------------------- | ------------ | ------------ | ----------------------- | ----------------------- |
| IO 2008  | Pekin          | Karabin pneumatyczny, 10 m                | 399          | 3. Q         | 500,9                   | brąz                    |
| IO 2008  | Pekin          | Karabin małokalibrowy, trzy pozycje, 50 m | 576          | 26.          | Nie zakwalifikowała się | Nie zakwalifikowała się |
| IO 2012  | Londyn         | Karabin pneumatyczny, 10 m                | 395          | 18.          | Nie zakwalifikowała się | Nie zakwalifikowała się |
| IO 2012  | Londyn         | Karabin małokalibrowy, trzy pozycje, 50 m | 584          | 6. Q         | 681,9                   | 5.                      |
| IO 2016  | Rio de Janeiro | Karabin pneumatyczny, 10 m                | 416,0        | 7. Q         | 102,0                   | 7.                      |
| IO 2016  | Rio de Janeiro | Karabin małokalibrowy, trzy pozycje, 50 m | 580          | 12.          | Nie zakwalifikowała się | Nie zakwalifikowała się |